# Coequalizador (teoria das categorias)
Na teoria das categorias, coequalizador é o dual ao conceito de equalizador, e, a grosso modo, generaliza a uma categoria qualquer a noção de quociente por uma relação de equivalência.

## Definição
Um coequalizador de dois morfismos paralelos f, g : a → b numa categoria C é um objeto e ∈ C junto a um morfismo u : b → e, tal que u ∘ f = u ∘ g, e tal que, para todo morfismo h : b → c de C satisfazendo h ∘ f = h ∘ g, existe único h′ : e → c com h = h′ ∘ u. Isto é representado num diagrama comutativo:{\displaystyle {\begin{array}{c c l}a&{\overset {f}{\underset {g}{\rightrightarrows }}}&b&{\overset {u}{\rightarrow }}&e\\&&&{\underset {h}{\searrow }}&\downarrow \scriptstyle h'\\&&&&c\end{array}}}
Sendo caso particular do colimite, coequalizador de dois morfismos paralelos, se existe, é único a menos de isomorfismo.

## Exemplos
- O coequalizador de funções f, g : A → B na categoria dos conjuntos é o quociente B ∕ ∼, onde ∼ é a menor relação de equivalência em B satisfazendo f(x) ∼ g(x) para cada x ∈ A; a função u : B → B ∕ ∼ será a projeção nas classes de equivalência.[2]
- O coequalizador de morfismos f, g : A → B na categoria dos grupos é o quociente de B pelo menor subgrupo normal de B contendo {f(x) ⋅ g(x)−1 | x ∈ A}.[3]

## Coequalizador que cinde
Um diagrama de coequalizador que cinde é um diagrama de morfismos{\displaystyle {\begin{array}{c c c c c}&{\overset {t}{\curvearrowleft }}&&{\overset {s}{\curvearrowleft }}\\x&{\overset {g}{\underset {f}{\rightrightarrows }}}&y&{\underset {h}{\rightarrow }}&z\end{array}}}
tais que h ∘ f = h ∘ g, h ∘ s = 1z, g ∘ t = 1y e f ∘ t = s ∘ h. Neste caso, pode-se provar que h é coequalizador de f, g. (Com efeito, se k ∘ f = k ∘ g, k ∘ s ∘ h = k ∘ f ∘ t = k ∘ g ∘ t = k, e, se k′ ∘ h = k, k′ = k′ ∘ h ∘ s = k ∘ s.) Ainda mais, é coequalizador absoluto, isto é, para cada functor F : C → D para qualquer categoria D, F(h) é também coequalizador de F(f), F(g).
Coequalizadores que cindem são usados no enunciado do teorema de monadicidade de Beck.